# Nanularia obrienorum
Nanularia obrienorum är en skalbaggsart som beskrevs av Knull 1971. Nanularia obrienorum ingår i släktet Nanularia och familjen praktbaggar. Inga underarter finns listade i Catalogue of Life.